# ATP-toernooi van Memphis
Het ATP-toernooi van Memphis was een jaarlijks terugkerend tennistoernooi dat georganiseerd werd in de Amerikaanse stad Memphis. Het toernooi, waarvan de wedstrijden werden gespeeld op hardcourtbanen, vond voor het eerst plaats in 1975.
Memphis Open (voorheen U.S. National Indoor Tennis Championships) was de officiële naam van het toernooi.
De Amerikaan Jimmy Connors heeft de meest aantal titels bemachtigd op dit toernooi, hij won viermaal.
De Belg Steve Darcis wist het toernooi in 2008 te winnen door de Zweed Robin Söderling te verslaan. De Nederlander Paul Haarhuis haalde de finale in 1995. Diezelfde Haarhuis wist in het dubbelspel met partner Jacco Eltingh de finale te behalen in 1993. Tom Okker won het dubbeltoernooi in 1979 met partner Wojciech Fibak.
In 2014 werd de ATP World Tour 500 licentie verkocht aan het ATP-toernooi van Rio de Janeiro, dat een graveltoernooi ging organiseren. Het ATP-toernooi van Memphis ging verder in de ATP World Tour 250 categorie.
Het ATP-toernooi van Uniondale vervangt sinds 2018 het afgeschafte toernooi in Memphis.

## Finales

### Enkelspel
| Datum      | Categorie           | ($)         | Ondergrond        | Winnaar                | Verliezend finalist  | Uitslag            |         |
| ---------- | ------------------- | ----------- | ----------------- | ---------------------- | -------------------- | ------------------ | ------- |
| 1975-03-17 |                     | $ 60.000    | Tapijt, indoor    | Harold Solomon         | Jiri Hrebec          | 2-6, 6-1, 6-4      |         |
| 1976-03-08 |                     | $ 60.000    | Tapijt, indoor    | Vijay Amritraj         | Stan Smith           | 6-2, 0-6, 6-0      |         |
| 1977-02-28 |                     | $ 175.000   | Tapijt, indoor    | Björn Borg             | Brian Gottfried      | 6-4, 6-3, 4-6, 7-5 |         |
| 1978-02-27 |                     | $ 225.000   | Tapijt, indoor    | Jimmy Connors (1)      | Tim Gullikson        | 7-6, 6-3           |         |
| 1979-02-26 |                     | $ 250.000   | Tapijt, indoor    | Jimmy Connors (2)      | Arthur Ashe          | 6-4, 5-7, 6-3      |         |
| 1980-02-25 |                     | $ 250.000   | Tapijt, indoor    | John McEnroe           | Jimmy Connors        | 7-6, 7-6           |         |
| 1981-02-23 |                     | $ 200.000   | Tapijt, indoor    | Gene Mayer             | Roscoe Tanner        | 6-2, 6-4           |         |
| 1982-02-08 |                     | $ 200.000   | Tapijt, indoor    | Johan Kriek            | John McEnroe         | 6-3, 3-6, 6-4      |         |
| 1983-02-14 |                     | $ 250.000   | Tapijt, indoor    | Jimmy Connors (3)      | Gene Mayer           | 7-5, 6-0           |         |
| 1984-02-06 |                     | $ 250.000   | Tapijt, indoor    | Jimmy Connors (4)      | Henri Leconte        | 6-3, 4-6, 7-5      |         |
| 1985-01-28 |                     | $ 250.000   | Tapijt, indoor    | Stefan Edberg (1)      | Yannick Noah         | 6-1, 6-0           |         |
| 1986-02-03 |                     | $ 250.000   | Tapijt, indoor    | Brad Gilbert (1)       | Stefan Edberg        | 7-5, 7-6           |         |
| 1987-02-09 |                     | $ 250.000   | Hardcourt, indoor | Stefan Edberg (2)      | Jimmy Connors        | 6-3, 2-1, opgave   |         |
| 1988-02-15 |                     | $ 297.500   | Hardcourt, indoor | Andre Agassi           | Mikael Pernfors      | 6-4, 6-4, 7-5      |         |
| 1989-02-13 |                     | $ 297.500   | Hardcourt, indoor | Brad Gilbert (2)       | Johan Kriek          | 6-2, 6-2, opgave   |         |
| 1990-02-26 | World Series        | $ 225.000   | Hardcourt, indoor | Michael Stich          | Wally Masur          | 6-7, 6-4, 7-6      | details |
| 1991-02-18 | Championship Series | $ 600.000   | Hardcourt, indoor | Ivan Lendl             | Michael Stich        | 7-5, 6-3           | details |
| 1992-02-10 | Championship Series | $ 630.000   | Hardcourt, indoor | MaliVai Washington     | Wayne Ferreira       | 6-3, 6-2           | details |
| 1993-02-08 | Championship Series | $ 655.000   | Hardcourt, indoor | Jim Courier            | Todd Martin          | 5-7, 7-6, 7-6      | details |
| 1994-02-07 | Championship Series | $ 675.000   | Hardcourt, indoor | Todd Martin (1)        | Brad Gilbert         | 6-4, 7-5           | details |
| 1995-02-13 | Championship Series | $ 683.000   | Hardcourt, indoor | Todd Martin (2)        | Paul Haarhuis        | 7-6, 6-4           | details |
| 1996-02-19 | Championship Series | $ 683.000   | Hardcourt, indoor | Pete Sampras           | Todd Martin          | 6-4, 7-6           | details |
| 1997-02-17 | Championship Series | $ 700.000   | Hardcourt, indoor | Michael Chang          | Todd Woodbridge      | 6-3, 6-4           | details |
| 1998-02-16 | Series Gold         | $ 700.000   | Hardcourt, indoor | Mark Philippoussis (1) | Michael Chang        | 6-3, 6-2           | details |
| 1999-02-15 | Series Gold         | $ 700.000   | Hardcourt, indoor | Tommy Haas             | Jim Courier          | 6-4, 6-1           | details |
| 2000-02-14 | Series Gold         | $ 700.000   | Hardcourt, indoor | Magnus Larsson         | Byron Black          | 6-2, 1-6, 6-3      | details |
| 2001-02-14 | Series Gold         | $ 700.000   | Hardcourt, indoor | Mark Philippoussis (2) | Davide Sanguinetti   | 6-3, 6-7, 6-3      | details |
| 2002-02-18 | Series Gold         | $ 700.000   | Hardcourt, indoor | Andy Roddick (1)       | James Blake          | 6-4, 3-6, 7-5      | details |
| 2003-02-17 | Series Gold         | $ 665.000   | Hardcourt, indoor | Taylor Dent            | Andy Roddick         | 6-1, 6-4           | details |
| 2004-02-16 | Series Gold         | $ 665.000   | Hardcourt, indoor | Joachim Johansson      | Nicolas Kiefer       | 7-6, 6-3           | details |
| 2005-02-14 | Series Gold         | $ 665.000   | Hardcourt, indoor | Kenneth Carlsen        | Maks Mirni           | 7-5, 7-5           | details |
| 2006-02-20 | Series Gold         | $ 665.000   | Hardcourt, indoor | Tommy Haas (1)         | Robin Söderling      | 6-3, 6-2           | details |
| 2007-02-19 | Series Gold         | $ 732.000   | Hardcourt, indoor | Tommy Haas (2)         | Andy Roddick         | 6-3, 6-2           | details |
| 2008-02-25 | Series Gold         | $ 769.000   | Hardcourt, indoor | Steve Darcis           | Robin Söderling      | 6-3, 7-6           | details |
| 2009-02-16 | ATP 500             | $ 1.100.000 | Hardcourt, indoor | Andy Roddick (2)       | Radek Štěpánek       | 7-5, 7-5           | details |
| 2010-02-15 | ATP 500             | $ 1.100.000 | Hardcourt, indoor | Sam Querrey            | John Isner           | 6-7, 7-6, 6-3      | details |
| 2011-02-14 | ATP 500             | $ 1.100.000 | Hardcourt, indoor | Andy Roddick (3)       | Milos Raonic         | 7-6, 6-7, 7-5      | details |
| 2012-02-20 | ATP 500             | $ 1.155.000 | Hardcourt, indoor | Jürgen Melzer          | Milos Raonic         | 7-5, 7-6           | details |
| 2013-02-18 | ATP 500             | $ 1.212.750 | Hardcourt, indoor | Kei Nishikori (1)      | Feliciano López      | 6-2, 6-3           | details |
| 2014-02-12 | ATP 250             | $ 568.805   | Hardcourt, indoor | Kei Nishikori (2)      | Ivo Karlović         | 6-4, 7-6           | details |
| 2015-02-09 | ATP 250             | $ 585.870   | Hardcourt, indoor | Kei Nishikori (3)      | Kevin Anderson       | 6-4, 6-4           | details |
| 2016-02-08 | ATP 250             | $ 618.030   | Hardcourt, indoor | Kei Nishikori (4)      | Taylor Fritz         | 6-4, 6-4           | details |
| 2017-02-13 | ATP 250             | $ 642.750   | Hardcourt, indoor | Ryan Harrison          | Nikoloz Basilasjvili | 6-1, 6-4           | details |

### Dubbelspel
| Datum      | Categorie           | ($)         | Ondergrond        | Winnaars                                      | Verliezend finalisten                 | Uitslag             |         |
| ---------- | ------------------- | ----------- | ----------------- | --------------------------------------------- | ------------------------------------- | ------------------- | ------- |
| 1975-03-17 |                     | $ 60.000    | Tapijt, indoor    |                                               |                                       |                     |         |
| 1976-03-08 |                     | $ 60.000    | Tapijt, indoor    | Vijay Amritraj Anand Amritraj                 | Marty Riessen Roscoe Tanner           | 6-3, 6-4            |         |
| 1977-02-28 |                     | $ 175.000   | Tapijt, indoor    | Sherwood Stewart Fred McNair                  | Robert Lutz Stan Smith                | 4-6, 7-6, 7-6       |         |
| 1978-02-27 |                     | $ 225.000   | Tapijt, indoor    | Brian Gottfried (1) Raúl Ramírez              | Phil Dent John Newcombe               | 3-6, 7-6, 6-2       |         |
| 1979-02-26 |                     | $ 250.000   | Tapijt, indoor    | Tom Okker Wojcech Fibak                       | Frew McMillan Dick Stockton           | 6-1, 6-4            |         |
| 1980-02-25 |                     | $ 250.000   | Tapijt, indoor    | John McEnroe Brian Gottfried (2)              | Rod Frawley Tomáš Šmíd                | 6-3, 6-4            |         |
| 1981-02-23 |                     | $ 200.000   | Tapijt, indoor    | Gene Mayer Sandy Mayer                        | Mike Cahill Tom Gullikson             | 6-2, 6-4            |         |
| 1982-02-08 |                     | $ 200.000   | Tapijt, indoor    | Kevin Curren Steve Denton                     | John McEnroe Peter Fleming            | 6-4, 7-5            |         |
| 1983-02-14 |                     | $ 250.000   | Tapijt, indoor    | Peter McNamara Paul McNamee                   | Tim Gullikson Tom Gullikson           | 6-1, 6-1            |         |
| 1984-02-06 |                     | $ 250.000   | Tapijt, indoor    | Fritz Buehning Peter Fleming                  | Heinz Günthardt Tomáš Šmíd            | 7-5, 7-6            |         |
| 1985-01-28 |                     | $ 250.000   | Tapijt, indoor    | Pavel Složil Tomáš Šmíd                       | Kevin Curren Steve Denton             | 6-7, 7-6, 7-6       |         |
| 1986-02-03 |                     | $ 250.000   | Tapijt, indoor    | Ken Flach Robert Seguso                       | Guy Forget Anders Järryd              | 2-6, 7-6, 7-6       |         |
| 1987-02-09 |                     | $ 250.000   | Hardcourt, indoor | Anders Järryd Jonas Svensson                  | Sergio Casal Emilio Sánchez           | 6-2, 6-4            |         |
| 1988-02-15 |                     | $ 297.500   | Hardcourt, indoor | Kevin Curren David Pate                       | Peter Lundgren Mikael Pernfors        | 6-3, 7-5            |         |
| 1989-02-13 |                     | $ 297.500   | Hardcourt, indoor | Paul Annacone Christo Van Rensburg            | Scott Davis Tim Wilkison              | 6-4, 6-2            |         |
| 1990-02-26 | World Series        | $ 225.000   | Hardcourt, indoor | Darren Cahill Mark Kratzmann                  | Udo Riglewski Michael Stich           | 6-3, 6-2            | details |
| 1991-02-18 | Championship Series | $ 600.000   | Hardcourt, indoor | Michael Stich Udo Riglewski                   | John Fitzgerald Laurie Warder         | 6-2, 6-7, 6-3       | details |
| 1992-02-10 | Championship Series | $ 630.000   | Hardcourt, indoor | Todd Woodbridge (1) Mark Woodforde (1)        | Kevin Curren Gary Muller              | 7-6, 6-1            | details |
| 1993-02-08 | Championship Series | $ 655.000   | Hardcourt, indoor | Todd Woodbridge (2) Mark Woodforde (2)        | Jacco Eltingh Paul Haarhuis           | 6-4, 4-6, 6-3       | details |
| 1994-02-07 | Championship Series | $ 675.000   | Hardcourt, indoor | Byron Black Jonathan Stark                    | Jim Grabb Jared Palmer                | 6-2, 6-4            | details |
| 1995-02-13 | Championship Series | $ 683.000   | Hardcourt, indoor | Jared Palmer Richey Reneberg                  | Tommy Ho Brett Steven                 | 7-5, 6-3            | details |
| 1996-02-19 | Championship Series | $ 683.000   | Hardcourt, indoor | Mark Knowles (1) Daniel Nestor (1)            | Todd Woodbridge Mark Woodforde        | 7-6, 1-6, 6-4       | details |
| 1997-02-17 | Championship Series | $ 700.000   | Hardcourt, indoor | Ellis Ferreira Patrick Galbraith              | Rick Leach Jonathan Stark             | 6-2, 6-3            | details |
| 1998-02-16 | Series Gold         | $ 700.000   | Hardcourt, indoor | Todd Woodbridge (3) Mark Woodforde (3)        | Ellis Ferreira David Roditi           | 6-4, 6-2            | details |
| 1999-02-15 | Series Gold         | $ 700.000   | Hardcourt, indoor | Todd Woodbridge (4) Mark Woodforde (4)        | Sébastien Lareau Alex O'Brien         | 6-4, 7-5            | details |
| 2000-02-14 | Series Gold         | $ 700.000   | Hardcourt, indoor | Justin Gimelstob Sébastien Lareau             | Jim Grabb Richey Reneberg             | 6-4, 6-4            | details |
| 2001-02-14 | Series Gold         | $ 700.000   | Hardcourt, indoor | Bob Bryan (1) Mike Bryan (1)                  | Alex O'Brien Jonathan Stark           | 6-2, 6-2            | details |
| 2002-02-18 | Series Gold         | $ 700.000   | Hardcourt, indoor | Brian MacPhie Nenad Zimonjić                  | Bob Bryan Mike Bryan                  | 6-3, 3-6, [10-4]    | details |
| 2003-02-17 | Series Gold         | $ 665.000   | Hardcourt, indoor | Mark Knowles (2) Daniel Nestor (2)            | Bob Bryan Mike Bryan                  | 6-2, 7-6            | details |
| 2004-02-16 | Series Gold         | $ 665.000   | Hardcourt, indoor | Bob Bryan (2) Mike Bryan (2)                  | Jeff Coetzee Chris Haggard            | 6-3, 6-4            | details |
| 2005-02-14 | Series Gold         | $ 665.000   | Hardcourt, indoor | Simon Aspelin Todd Perry                      | Bob Bryan Mike Bryan                  | 6-4, 6-4            | details |
| 2006-02-20 | Series Gold         | $ 665.000   | Hardcourt, indoor | Ivo Karlović Chris Haggard                    | James Blake Mardy Fish                | 0-6, 7-5, [10-5]    | details |
| 2007-02-19 | Series Gold         | $ 732.000   | Hardcourt, indoor | Eric Butorac Jamie Murray                     | Julian Knowle Jürgen Melzer           | 7-5, 6-3            | details |
| 2008-02-25 | Series Gold         | $ 769.000   | Hardcourt, indoor | Mahesh Bhupathi Mark Knowles (3)              | Sanchai Ratiwatana Sonchat Ratiwatana | 7-6, 6-2            | details |
| 2009-02-16 | ATP 500             | $ 1.100.000 | Hardcourt, indoor | Mardy Fish Mark Knowles (4)                   | Travis Parrott Filip Polášek          | 7-6(7), 6-1         | details |
| 2010-02-15 | ATP 500             | $ 1.100.000 | Hardcourt, indoor | John Isner Sam Querrey                        | Ross Hutchins Jordan Kerr             | 6-4, 6-4            | details |
| 2011-02-14 | ATP 500             | $ 1.100.000 | Hardcourt, indoor | Maks Mirni (1) Daniel Nestor (3)              | Eric Butorac Jean-Julien Rojer        | 6-2, 6-7(6), [10-3] | details |
| 2012-02-20 | ATP 500             | $ 1.155.000 | Hardcourt, indoor | Maks Mirni (2) Daniel Nestor (4)              | Ivan Dodig Marcelo Melo               | 4-6, 7-5, [10-7]    | details |
| 2013-02-18 | ATP 500             | $ 1.212.750 | Hardcourt, indoor | Bob Bryan (3) Mike Bryan (3)                  | James Blake Jack Sock                 | 6-1, 6-2            | details |
| 2014-02-12 | ATP 250             | $ 568.805   | Hardcourt, indoor | Eric Butorac Raven Klaasen                    | Bob Bryan Mike Bryan                  | 6-4, 6-4            | details |
| 2015-02-09 | ATP 250             | $ 585.870   | Hardcourt, indoor | Mariusz Fyrstenberg (1) Santiago González (1) | Artem Sitak Donald Young              | 7-5, 6-7(1), [10-8] | details |
| 2016-02-08 | ATP 250             | $ 618.030   | Hardcourt, indoor | Mariusz Fyrstenberg (2) Santiago González (2) | Steve Johnson Sam Querrey             | 6-4, 6-4            | details |
| 2017-02-13 | ATP 250             | $ 642.750   | Hardcourt, indoor | Brian Baker Nikola Mektić                     | Ryan Harrison Steve Johnson           | 6-3, 6-4            | details |